# Tango della malavita/Tutte le donne fanno così
Tango della malavita/Tutte le donne fanno così è un singolo della cantante italiana Nilla Pizzi pubblicato nel 1969 dalla casa discografica Equipe.

## Descrizione
Entrambi i brani fanno parte del 33giri Le canzoni degli anni 20.

## Tracce
1. Tango della Malavita
2. Tutte le donne fanno così